# Liste du patrimoine mondial au Brésil
Cet article recense les sites inscrits au patrimoine mondial au Brésil.

## Statistiques
Le Brésil accepte la Convention pour la protection du patrimoine mondial, culturel et naturel le 1er septembre 1977. Le premier site protégé est inscrit en 1980.
En 2025, le Brésil compte 25 sites inscrits au patrimoine mondial, 15 culturels, 9 naturels et 1 mixte.
Le pays a également soumis 20 sites à la liste indicative, 10 culturels, 8 naturels et 2 mixtes.

## Listes

### Patrimoine mondial
Les sites brésiliens suivants sont inscrits au patrimoine mondial en 2023. Les noms et les graphies sont celles choisies par l'UNESCO.
Les sites suivants sont inscrits au patrimoine mondial :
| Id.  | Site | État                            | Année      | Superficie (ha) | Critères et notes | Coordonnées                              | Illus. |
| ---- | --- | ------------------------------- | ---------- | --------------- | --- | ---------------------------------------- | ------ |
| 999  | Aire de conservation du Pantanal | Mato Grosso, Mato Grosso do Sul | 2000       | 187 818         | Naturel, (vii), (ix), (x) L'aire de conservation englobe le parc national du Pantanal Matogrossense et les réserves particulières d'Acurizal, de Penha et de Dorochê. | 17° 43′ 01″ sud, 57° 22′ 59″ ouest       |        |
| 1035 | Aires protégées du Cerrado : parcs nationaux Chapada dos Veadeiros et Emas                                                                                         | Goiás                           | 2001       | 367 356         | Naturel, (ix), (x) Le bien est constitué de trois zones distinctes, dans les parcs nationaux de la Chapada dos Veadeiros (deux zones) et des Emas. | 14° 00′ 22″ sud, 47° 41′ 06″ ouest       |        |
| 445  | Brasilia | District fédéral                | 1987       | 11 268,92       | Culturel, (i), (iv) | 15° 46′ 59″ sud, 47° 54′ 00″ ouest       |        |
| 890  | Centre historique de la ville de Diamantina (pt) | Minas Gerais                    | 1999       | 28,5            | Culturel, (ii), (iv) | 18° 13′ 59″ sud, 43° 36′ 00″ ouest       |        |
| 993  | Centre historique de la ville de Goiás (pt) | Goiás                           | 2001       | 40,3            | Culturel, (ii), (iv) | 15° 55′ 59″ sud, 50° 07′ 59″ ouest       |        |
| 189  | Centre historique de la ville d'Olinda (pt) | Pernambouc                      | 1982       | 190,9           | Culturel, (ii), (iv) | 8° 00′ 47″ sud, 34° 50′ 42″ ouest        |        |
| 309  | Centre historique de Salvador de Bahia | Bahia                           | 1985       | 200             | Culturel, (iv), (vi) | 12° 58′ 01″ sud, 38° 30′ 00″ ouest       |        |
| 821  | Centre historique de São Luís (pt) | Maranhão                        | 1997       | 66,65           | Culturel, (iii), (iv), (v) | 2° 30′ 50″ sud, 44° 18′ 11″ ouest        |        |
| 998  | Complexe de conservation de l'Amazonie centrale | Amazonas                        | 2000       | 5 323 018       | Naturel, (ix), (x) Deux sites distincts : - Parc national de Jaú, réserves de développement soutenable de Amanã (pt) et Mamirauá (pt) - Parc national d'Anavilhanas | 2° 19′ 59″ sud, 62° 00′ 29″ ouest        |        |
| 892  | Côte de la découverte – Réserves de la forêt atlantique (pt) | Bahia, Espírito Santo           | 1999       | 111 930         | Naturel, (ix), (x) Huit sites distincts : - Réserve biologique d'Una (pt) - Station expérimentale Pau-brasil - Station Veracruz (pt) - Parc national de Pau-brasil (pt) - Parc national de Descobrimento - Parc national du Mont Pascoal - Réserve naturelle de Linhares (pt) - Réserve biologique de Sooretama (pt) | 16° 30′ sud, 39° 15′ ouest               |        |
| 1493 | Ensemble moderne de Pampulha | Minas Gerais                    | 2016       | 154             | Culturel, (i), (ii), (iv) | 19° 51′ 43″ sud, 43° 58′ 16″ ouest       |        |
| 893  | Forêt atlantique – Réserves du sud-est (pt) | Paraná, São Paulo               | 1999       | 468 193         | Naturel, (vii), (ix), (x) Le bien comprend 25 aires protégées distinctes. | 24° 10′ 01″ sud, 48° 00′ 00″ ouest       |        |
| 1000 | Îles atlantiques brésiliennes : les réserves de Fernando de Noronha et de l'atol das Rocas                                                                         | Pernambouc, Rio Grande do Norte | 2001       | 42 270          | Naturel, (vii), (ix), (x) Deux sites distincts pour chacune des réserves. | 3° 51′ 29″ sud, 32° 25′ 30″ ouest        |        |
| 275  | Missions jésuites des Guaranis : San Ignacio Mini, Santa Ana, Nuestra Señora de Loreto et Santa Maria Mayor (Argentine), ruines de Sao Miguel das Missoes (Brésil) | Rio Grande do Sul               | 1983, 1984 | 265,09          | Culturel, (iv) Bien sériel transfrontalier avec l'Argentine. Un site au Brésil : São Miguel Arcanjo Le Paraguay possède un bien similaire (Missions jésuites de la Santísima Trinidad de Paraná et Jesús de Tavarangue), mais listé séparément par l'UNESCO. | 28° 32′ 53″ sud, 54° 33′ 18″ ouest       |        |
| 1308 | Paraty et Ilha Grande – culture et biodiversité | Rio de Janeiro                  | 2019       | 204 634         | Mixte, (v), (x) 6 sites : - Parc national de la Serra da Bocaina - Parc d'État d'Ilha Grande (pt) - Réserve biologique d'État de Praia do Sul (pt) - Zone de protection environnementale de Cairuçu (pt) - Centre historique de Paraty - Morro da Vila Velha | 23° 01′ 06,98″ sud, 44° 41′ 07,33″ ouest |        |
| 355  | Parc national d'Iguaçu | Paraná, São Paulo               | 1986       | 170 086         | Naturel, (vii), (x) L'Argentine compte un bien similaire, le Parc national de l'Iguazu, sans qu'un unique bien transfrontalier n'ait été proposé. | 25° 40′ 59″ sud, 54° 25′ 59″ ouest       |        |
| 1611 | Parc national de Lençóis Maranhenses | Maranhão                        | 2024       | 156 562         | Naturel, (vii), (viii) | 2° 32′ 12″ sud, 43° 03′ 49″ ouest        |        |
| 606  | Parc national de Serra da Capivara | Piauí                           | 1991       | 130 600         | Culturel, (iii) | 8° 25′ 01″ sud, 42° 19′ 59″ ouest        |        |
| 1747 | Parc national des Cavernas do Peruaçu (pt) | Minas Gerais                    | 2025       | 38 003          | Naturel, (vii), (viii) | 15° 04′ 30″ sud, 44° 12′ 30″ ouest       |        |
| 1272 | Place São Francisco (pt) dans la ville de São Cristóvão | Sergipe                         | 2010       | 3               | Culturel, (ii), (iv) | 11° 00′ 58″ sud, 37° 12′ 36″ ouest       |        |
| 1100 | Rio de Janeiro, paysages cariocas entre la montagne et la mer | Rio de Janeiro                  | 2012       | 7 248,78        | Culturel, (v), (vi) Bien constitué de quatre sites distints : - Forêt de la Tijuca, Pretos Forros (pt) et Covanca – Parc national de la Tijuca - Pedra Bonita and Pedra da Gávea - parc national de la Tijuca - Massif Carioca - parc national de la Tijuca et jardins botaniques - Embouchure de la baie de Guanabara et rives d'origine humaine – parc de Flamengo, forst historiques de Niterói, monument national du Pain de Sucre, front de mer de Copacabana | 22° 56′ 53″ sud, 43° 17′ 28″ ouest       |        |
| 334  | Sanctuaire du Bon Jésus à Congonhas | Minas Gerais                    | 1985       | 2,19            | Culturel, (i), (iv) | 20° 30′ 00″ sud, 43° 51′ 29″ ouest       |        |
| 1548 | Site archéologique du quai de Valongo | Rio de Janeiro                  | 2017       | 0,3895          | Culturel, (vi) | 22° 53′ 50″ sud, 43° 11′ 15″ ouest       |        |
| 1620 | Site Roberto Burle Marx | Rio de Janeiro                  | 2021       | 40,53           | Culturel, (ii), (iv) | 23° 01′ 26″ sud, 43° 32′ 41″ ouest       |        |
| 124  | Ville historique d'Ouro Preto | Minas Gerais                    | 1980       | 167,8           | Culturel, (i), (iii) | 20° 23′ 20″ sud, 43° 30′ 22″ ouest       |        |

### Liste indicative
Les sites suivants sont inscrits sur la liste indicative.
| Site                                                                                             | État | Type                                         | Date | Lien | Notes | Coordonnées                                                         | Illus. |
| ------------------------------------------------------------------------------------------------ | --- | -------------------------------------------- | ---- | ---- | --- | ------------------------------------------------------------------- | ------ |
| Barrage de Cedro (es) dans les monolithes de Quixadá (pt)                                        | Ceará | Culturel, (iv)                               | 2015 | 5998 | | 4° 58′ 41″ sud, 39° 03′ 50″ ouest                                   |        |
| Canyon du Rio Peruaçu (pt)                                                                       | Minas Gerais | Naturel, (vii), (viii), (ix), (x)            | 1998 | 969  | | 15° 04′ 59″ sud, 44° 15′ 00″ ouest                                  |        |
| Église et monastère de São Bento, Rio de Janeiro                                                 | Rio de Janeiro | Culturel, (i), (ii), (iv)                    | 1996 | 36   | | 22° 53′ 49″ sud, 43° 10′ 41″ ouest                                  |        |
| Ensemble de forteresses brésiliennes                                                             | Santa Catarina, São Paulo, Rio de Janeiro, Bahia, Pernambouc, Rio Grande do Norte, Paraíba, Amapá, Rondônia, Mato Grosso do Sul | Culturel, (ii), (iv)                         | 2015 | 5997 | 19 sites |                                                                     |        |
| Géoglyphes d'Acre (pt)                                                                           | Acre | Culturel, (iii), (iv), (v)                   | 2015 | 5999 | |                                                                     |        |
| Palais de la Culture, ancien siège du Ministère de l'Éducation et de la Santé, Rio de Janeiro    | Rio de Janeiro | Culturel, (i), (ii), (iv)                    | 1996 | 37   | | 22° 54′ 32″ sud, 43° 10′ 26″ ouest                                  |        |
| Parc national du Pico da Neblina                                                                 | Amazonas | Naturel, (vii), (ix), (x)                    | 1996 | 39   | | 0° 48′ 25″ nord, 66° 00′ 18″ ouest                                  |        |
| Parc national de la Serra da Bocaina (pt)                                                        | Rio de Janeiro, São Paulo | Naturel, (vii), (x)                          | 1996 | 40   | | 22° 40′ 01″ sud, 44° 24′ 00″ ouest                                  |        |
| Parc national de la Serra da Canastra (pt)                                                       | Minas Gerais | Naturel, (vii), (ix), (x)                    | 1998 | 1123 | | 20° 00′ sud, 46° 15′ ouest                                          |        |
| Parc national de la Serra da Capivara et zones de préservation permanente                        | Piauí | Mixte, (iii), (iv), (vii), (viii), (ix), (x) | 1998 | 1125 | | 8° 25′ 59″ sud, 42° 10′ 01″ ouest                                   |        |
| Parc national de la Serra do Divisor                                                             | Acre | Naturel, (vii), (viii), (ix), (x)            | 1998 | 1121 | | 7° 16′ 01″ sud, 72° 43′ 01″ ouest                                   |        |
| Paysage culturel de Paranapiacaba : village et système ferroviaire de la Serra do Mar, São Paulo | São Paulo | Culturel, (i), (ii), (vi)                    | 2014 | 5878 | | 23° 47′ 00″ sud, 46° 19′ 00″ ouest                                  |        |
| Pierre d'Inga                                                                                    | Paraíba | Culturel, (i), (iii)                         | 2015 | 6000 | | 7° 19′ 30″ sud, 35° 35′ 10″ ouest                                   |        |
| Réserve biologique d'Atol das Rocas                                                              | Rio Grande do Norte | Naturel, (vii), (ix)                         | 1996 | 41   | La réserve est déjà inscrite au patrimoine mondiale avec le parc national marin de Fernando de Noronha, mais l'inscription figure toujours sur la liste indicative. | 3° 45′ 00″ sud, 33° 37′ 01″ ouest                                   |        |
| Station écologique de Taim                                                                       | Rio Grande do Sul | Naturel, (ix), (x)                           | 1996 | 42   | | 32° 31′ 59″ sud, 53° 22′ 59″ ouest                                  |        |
| Station écologique de Raso da Catarina (pt)                                                      | Bahia | Naturel, (vii), (ix)                         | 1996 | 43   | | 9° 19′ 59″ sud, 38° 28′ 59″ ouest                                   |        |
| Station écologique d'Anavilhanas (pt)                                                            | Amazonas | Naturel, (vii), (ix), (x)                    | 1998 | 1120 | | 2° 03′ 00″ sud, 60° 22′ 01″ ouest                                   |        |
| Théâtres de l'Amazonie                                                                           | Amazonas, Pará | Culturel, (ii), (iv), (vi)                   | 2015 | 5996 | Théâtre Amazonas (Manaus) et Teatro da Paz (Belém) | 3° 07′ 48″ sud, 60° 01′ 23″ ouest 1° 27′ 11″ sud, 48° 29′ 38″ ouest |        |
| Ver-o-Peso                                                                                       | Pará | Culturel, (ii), (iii), (iv), (vi)            | 2014 | 5879 | | 1° 27′ 08″ sud, 48° 30′ 13″ ouest                                   |        |